# Кафр-Насіж
Кафр-Насіж (англ. Kafr Nasij, араб. كفر ناسج) — поселення в Сирії, що складає невеличку друзьку общину в нохії Габагіб, яка входить до складу мінтаки Ес-Санамейн в південній сирійській мухафазі Дара.